# Саша Матич
Саша Матич (на сърбохърватски: Саша Матић или Saša Matić) е сръбски турбофолк изпълнител, един от най-добрите певци и музиканти в страните от бивша Югославия.

## Биография
Саша Матич е роден на 26 април 1978 година в босненското градче Дървар като здраво, но недоносено бебе. Родителите му успяват да го преместят, заедно с брат му Деян, в родилен дом в Загреб в кувьоз, но и двамата ослепяват напълно няколко дни след това.
На седем годишна възраст се премества в Белград, където завършва начално и средно музикално училище с пиано. Като ученик пее и по белградски клубове. Преди да запише първия си албум, по време на бомбардировките в Сърбия, е в Баня Лука. След края на бомбардировките се премества в Биелина. Като ученик отива при Марина Туцакович, която по-късно пише текстовете на песните от първия му албум „Maskara“, издаден на 15.03.2001 година. Първият голям концерт на Саша Матич се провежда на 04.06.2001 година в „Дома на синдикатите“. След като издава още два успешни албума, през 2003 година, Саша се състеза на фестивала в Будва и печели. През същата година печели и фестивала „Охридски трубадури“. И двата фестивала Саша печели с баладата „Moj grad“.
Мечтата на всеки един сръбски изпълнител е да напълни до последното място зала „Сава Център“ в Белград. Саша успява да направи това на 08.12.2003 година.
В кариерата си Саша има записани и няколко дуета: с групата „Bon Ami“ – „Ulicni svirac“; със Serif Konjevic – „Prijatelju digni glavu“; с Jana – „Dodje mi da vrisnem“; с Jelena Karleusa – „Ne smem da se zaljubim u tebe“; с група „Juzni Vetar“ – „Sacuvaj tajnu“; с Vesna Zmijanac – „Kad zamirisu jorgovani“; със Saban Saulic – „Tebi Rada, meni Seherzada“; с група „Miligram“ – „Losa stara vremena“, със Svetlana Tanasic – „Princeza“; с Radmila Manojlovic – „Mesaj mala“ и други.
Женен е за Анджелия и имат 2 дъщери – Александра и Тара.

## Дискография

### Студийни албуми
- Maskara (2001)
- Kad ljubav zakasni (2002)
- Zbogom ljubavi (2003)
- Anđeo čuvar (2005)
- Poklonite mi nju za rođendan (2007)
- Nezaboravne (2010)
- X godina zajedno (2011)
- Забрањена љубав (2015)
- Не бих ништа мењао (2017)
- Dva života (2021)

### Компилации
- Sasa & Dejan Matic (2004)